# The Gunfighters
 (décembre 2022).
Motif : Trop de sections, qui pourraient êtres fusionnées voire supprimées si nécessaire
The Gunfighters (Les combattants au pistolet) est le vingt-cinquième épisode de la première série de la série télévisée britannique de science-fiction Doctor Who, diffusé pour la première fois en quatre parties hebdomadaires du 30 avril au 21 mai 1966.

## Accroche
Pris d'un mal de dent, le Docteur fait atterrir le TARDIS au Far West dans la ville de Tombstone. Là, une série de quiproquos l'amènera, lui et ses compagnons à participer malgré eux à la fameuse fusillade d'O.K. Corral.

## Distribution
- William Hartnell — Le Docteur
- Peter Purves — Steven Taylor
- Jackie Lane  —  Dodo Chaplet
- John Alderson — Wyatt Earp
- Martyn Huntley — Warren Earp
- Victor Carin — Virgil Earp
- Richard Beale — Bat Masterson
- Anthony Jacobs — Doc Holliday
- Reed De Rouen — Pa Clanton
- William Hurndell — Ike Clanton
- Maurice Good — Phineas Clanton
- David Cole — Billy Clanton
- Sheena Marshe — Kate
- Laurence Payne — Johnny Ringo
- Shane Rimmer — Seth Harper
- David Graham — Charlie

## Résumé

### A Holiday for the Doctor
Le TARDIS se matérialise dans la ville de Tombstone, à l'époque du Far West. Après s'être fait interroger par le Shérif Wyatt Earp, le Docteur, ayant très mal aux dents décide d'aller voir l'unique dentiste de la ville, un certain Doc Holliday tandis que Steven et Dodo se rendent dans un saloon pour y réserver des chambres. À l’intérieur, les frères Clanton et Seth Harper les entendant parler du Docteur, pensent qu'il s'agit du Doc Holliday qu'ils cherchent à tuer. À la suite de quelques quiproquos, Doc Holliday a vent de cette méprise et, profitant de la situation, donne son arme au Docteur pour le faire passer pour lui. Alors que le Docteur se rend dans le Saloon de la dernière Chance, les Clanton forcent Dodo à jouer du piano et Steven à chanter.

### Don't Shoot the Pianist
Le Docteur entre dans le saloon où il est pris pour Holliday et se sent rapidement menacé. Alors qu’il tente d’expliquer pourquoi il est en possession de l’arme d’Holliday, il tire accidentellement, arrachant un pistolet de la main d’un des Clanton. Lorsque le shérif Masterson et le marshal Earp entrent à leur tour, ils arrêtent le Docteur. Pendant ce temps là, Holliday et sa compagne, Kate, ont pris Dodo en otage. Ils fuient la ville avec elle après qu'Holliday eut tué Seth Harper. Ce soir-là, Steven tente de faire évader le Docteur quitte à lui faire passer en douce une arme, mais le Docteur ne souhaite pas d'acte violent et en fait part à Wyatt Earp. À l'extérieur de la prison, les Clanton ont provoqué une émeute et menacent de pendre Steven si le Docteur ne leur est pas livré.

### Johnny Ringo
Les Clanton menacent toujours de pendre Steven si « Holliday » ne leur est pas remis, mais Wyatt Earp, sorti par derrière, a fait discrètement le tour de la foule et réussit alors à assommer Phineas Clanton au moment où celui-ci passait la corde au cou de Steven. Il libère ce dernier et calme la foule. Ayant mis Phineas Clanton en prison, il libérera Steven et le Docteur en leur demandant de quitter la ville, mais ceux-ci ne peuvent repartir sans Dodo. C'est alors qu'arrive Johnny Ringo qui lui aussi en veut personnellement à Doc Holliday pour une histoire de jalousie à propos de Kate. Ringo tuera Charlie, le barman du saloon, après que celui-ci l'ait reconnu. Ringo tombe alors sur Steven et le Docteur à la recherche de Dodo et se joint à eux.
Pendant ce temps là, Dodo réussit à forcer Doc Holliday à les ramener à Tombstone, tandis que le Docteur se retrouve avec Wyatt Earp, qui vient d'accueillir ses frères Warren et Virgil. Ringo, suivi par Steven, tombe sur Kate qui lui affirme que Doc Holliday est parti au Nouveau-Mexique. Content que Kate soit de nouveau "libre", il la menace pour qu'elle les rejoigne. À Tombstone, les frères Clanton feront évader Phineas, tirant mortellement sur Warren Earp au passage.

### The O K Corral
Le Docteur est nommé shérif adjoint de Tombstone en dépit de ses protestations. Wyatt et Virgil Earp découvrent leur frère Warren mourant, mortellement blessé par Ike et Billy Clanton. Wyatt décide alors d’en finir avec les Clanton et envoie Virgil leur transmettre le message au moment où Holliday revient avec Dodo et décide de se ranger au côté de Wyatt. Un affrontement se prépare alors à O.K. Corral entre les frères Earp et les frères Clanton, les uns aidés par Holliday, les autres par Johnny Ringo.
À la fin de la fusillade, Ringo et trois des Clanton seront tués tandis que Doc Holliday est en cavale. Wyatt Earp dégage le Docteur de ses obligations et lui, Steven et Dodo rejoignent le TARDIS. Lors de l'atterrissage, le Docteur affirme qu'ils sont arrivés dans le futur à un âge de prospérité sans précédent. Pourtant, le scanner ne montre qu'un homme sauvage qui s'approche dangereusement du TARDIS.

## Continuité
- Le Docteur a attrapé une carie en mangeant un bonbon laissé par Cyril à la fin de « The Celestial Toymaker ».
- Le Docteur se présente sous le nom du "Docteur Caligari" face à Wyatt Earp, celui répond « Docteur qui ? » (« Doctor Who? ») réutilisant le running gag de la série.
- Il s'agit du dernier sérial à avoir des titres individuel pour les épisodes.
- Dernier épisode à tendance « historique », il faudra attendre le 6e Docteur et « The Mark of the Rani » pour revoir un personnage historique jouer un rôle important dans un épisode de Doctor Who.
- Il s'agit du seul épisode de la première série à se passer intégralement aux États-Unis Il faudra attendre l'épisode du 9e Docteur, « Dalek » pour en revoir un et ce n'est qu'à partir de l'épisode du 11e Docteur « L'Impossible Astronaute » que le tournage a réellement eu lieu aux États-Unis